# Peperomia rhodophlebia
Peperomia rhodophlebia är en pepparväxtart som beskrevs av William Trelease. Peperomia rhodophlebia ingår i släktet peperomior, och familjen pepparväxter. Inga underarter finns listade i Catalogue of Life.